# Gentianopsis nana
Gentianopsis nana là một loài thực vật có hoa trong họ Long đởm. Loài này được Ma mô tả khoa học đầu tiên năm 1951.